# Odio por amor
«Odio por amor» es el primer sencillo del cantante Juanes de su álbum reedición de La vida... es un ratico.

## Historia
La canción recibió una distribución en todo el mundo el 8 de septiembre de 2008 y fue grabado el 8 de agosto de 2008, con la banda que lo acompaña a Juanes en su gira. Es el primer sencillo de su álbum más reciente reedición de La vida... es un ratico. El cantante dijo acerca de la canción: Es un poderoso himno de amor y de cambio, una universal necesidad de cambiar odio por amor. Compuesta por Juanes cuando estaba en medio de su gira en España, no quería esperar dos años hasta un nuevo álbum. La vida se trata de "timing".

## Remix
Dicho sencillo tuvo una gran aceptación, se decide hacerle una versión urbana en el 2008, con el dúo de reguetón puertorriqueño Magnate & Valentino. Fue producido por Mambokingz y Aneudy.

## Video musical
El video musical de la canción fue dirigido por Agustín Alberdi y grabado en una base militar cerca de Buenos Aires, Argentina en un período de doce horas en Morón. En este vídeo se muestra a Juanes conducir un carro de juguete (literalmente de Lego), viajar por el mundo y la recogida de banderas de distintos países.

## Listas
| Lista (2008)                    | Máxima posición |
| ------------------------------- | --------------- |
| Argentina Singles Chart         | 1               |
| México - Los 40 Principales     | 1               |
| U.S. Billboard Hot Latin Tracks | 1               |
| España - Los 40 Principales     | 1               |
| Colombia - Los 40 Principales   | 1               |